# Basistherapie
Eine Basistherapie ist eine Form der Therapie, die über längere Zeit stereotyp, also regelmäßig nach einem festgelegten Muster, erfolgt. Damit erfolgt sie unabhängig von kurzfristig schwankenden Einflüssen, wie z. B. dem aktuellen Schweregrad der Erkrankung oder der Nahrungsaufnahme des Patienten. Bei medikamentöser Basistherapie wird oft auch von einer Basismedikation gesprochen.
Zusätzlich zur Basistherapie kann eine Bolustherapie festgelegt sein, die sich nach dem aktuellen Zustand des Patienten richtet.
Ein bekanntes Beispiel ist die Basis-Bolus-Therapie bei Patienten mit Diabetes mellitus.
Viele autoimmunologische Erkrankungen werden ebenfalls mit einer Basistherapie behandelt, die mit einer Bolustherapie kombiniert wird, die man auch Schubtherapie nennt.
Das Ziel der Basistherapie ist die Erhaltung einer Remission, während das Ziel der Schubtherapie die Herbeiführung einer Remission ist.

## Basistherapie bei rheumatischen Erkrankungen
Bei rheumatischen Erkrankungen erfolgt die Basistherapie mit krankheitsmodifizierenden Antirheumatika (engl. disease-modifying anti-rheumatic drugs, abgekürzt DMARD).
Die bei rheumatischen Erkrankungen eingesetzten Basistherapeutika bzw. Basismedikamente sind sogenannte progressionsverlangsamende Antirheumatika, die als Second-line-Medikamente über einen längeren Zeitraum hinweg eingesetzt werden. Im Gegensatz zu den First-line-Medikamenten, zu welchen Analgetika, nichtsteroidale Antirheumatika und steroidale Antirheumatika (Kortikosteroide) zählen, wirken die Basismedikamente auf den Krankheitsprozess und verlangsamen die Progression der Erkrankung. Ziel ist die Vorbeugung oder zumindest Verzögerung einer Gelenkzerstörung, wodurch die Funktionsfähigkeit der Gelenke erhalten bleiben soll. Sie beeinflussen damit kurz- wie langfristig den Krankheitsverlauf positiv und lindern nicht nur die Symptome. Häufig ist eine Kombinationstherapie mit Second- und First-line-Wirkstoffen nötig. Die Wirkung tritt verzögert ein, so sprechen Patienten etwa nach 4–16 Wochen an.
DMARDs werden in unterschiedliche Klassen unterteilt:
| Art     | Name                                               | Beispiele                                                                  |
| ------- | -------------------------------------------------- | -------------------------------------------------------------------------- |
| csDMARD | conventional synthetic (konventionell synthetisch) | Methotrexat, Leflunomid, Hydroxychloroquin, Sulfasalazin, Mycophenolat     |
| bDMARD  | biological (biologisch / biotechnologisch)         | Abatacept, Rituximab, Anakinra, Tocilizumab, diverse TNF-alpha-Inhibitoren |
| tsDMARD | targeted synthetic (zielgerichtet synthetisch)     | Tofacitinib, Baricitinib, Upadacitinib, (Apremilast)                       |

Bei den bDMARDs können ferner boDMARDs (Originalpräparate) von bsDMARDs (Biosimilars) unterschieden werden.
Das Akronym DMARD hat in den 1980er Jahren Einzug gehalten und gilt seit den 1990er Jahren als etablierte Bezeichnung. Remission-inducing drugs (RIDs, remissionsinduzierende Substanzen) oder slow-acting antirheumatic drugs (SAARDs, langwirksame Antirheumatika) wurden alternativ benutzt, konnten sich aber nicht durchsetzen. 